# Tim Vanspeybroeck
Tim Vanspeybroeck (né le 8 mars 1991) est un coureur cycliste belge.

## Biographie

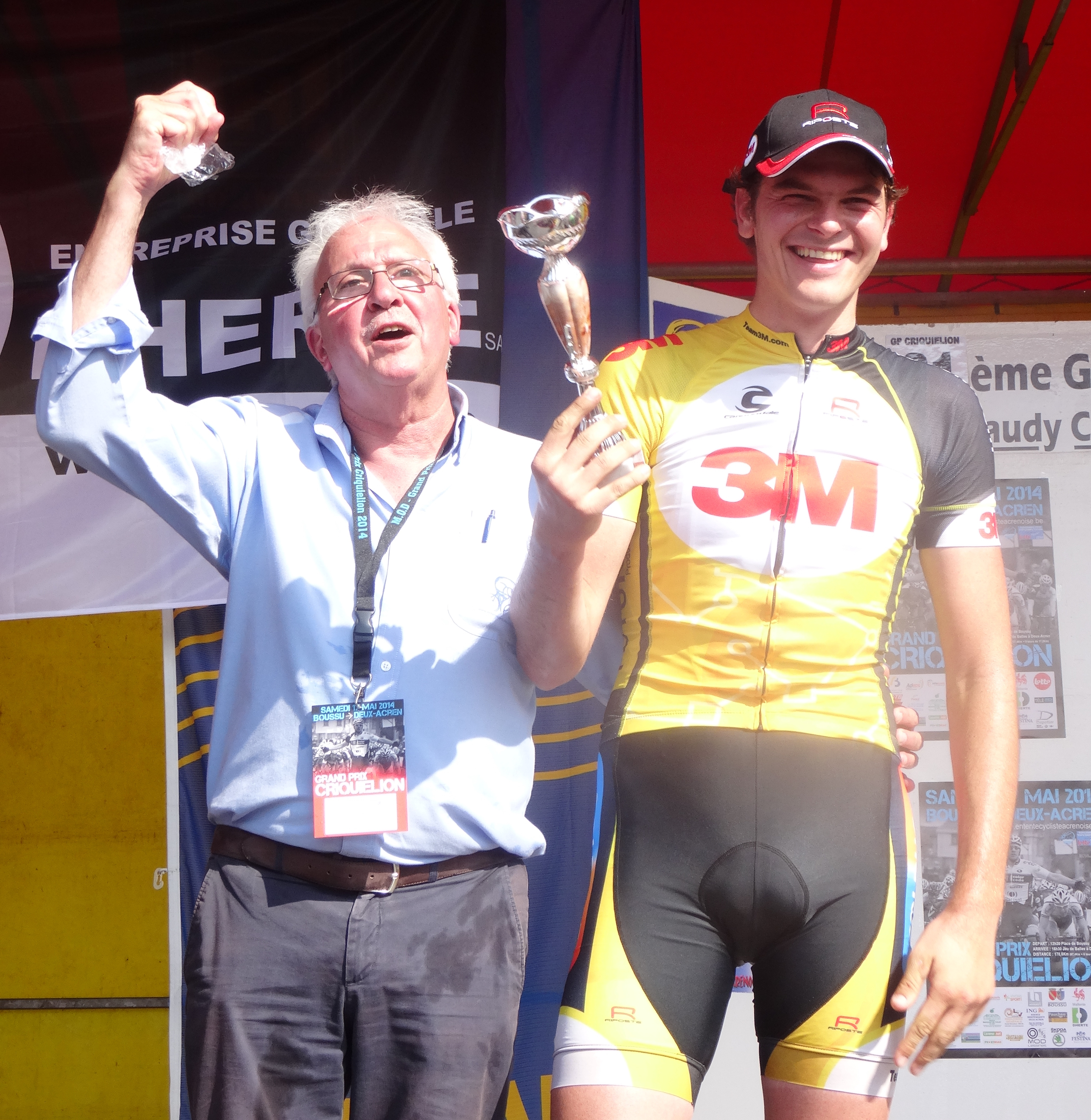
Tim Vanspeybroeck leader de la Topcompétition à l'issue du Grand Prix Criquielion.

Tim Vanspeybroeck naît le 8 mars 1991 en Belgique.
Membre du Balen BC en 2009, il remporte avec Frederik Frison, Steven Giesberts, Gilles Derycke, Dennis Coenen, Bert Van Lerberghe le contre-la-montre par équipes de la 2e étape secteur a du Prix de Saint-Martin Kontich. Il entre dans l'équipe PWS Eijssen en 2010, qui devient Ovyta-Eijssen-Acrog. Il est ensuite recruté par Ventilair-Steria en 2013, mais l'équipe disparaît en fin de saison.
Il entre dans l'équipe continentale 3M en 2014, où il obtient plusieurs places d'honneur : il termine 2e lors de la 1re étape des Deux jours du Gaverstreek, 8e au Circuit de Wallonie, 7e au Mémorial Philippe Van Coningsloo, 10e au Grand Prix des commerçants de Templeuve et 9e au Prix national de clôture. Sa régularité lors de la Topcompétition lui vaut d'être le leader à l'issue de trois manches : le Grand Prix Criquielion, le Mémorial Philippe Van Coningsloo et la Flèche ardennaise, si bien qu'il termine 4e du classement de cette compétition à l'issue de la manche finale.

## Palmarès et classements mondiaux

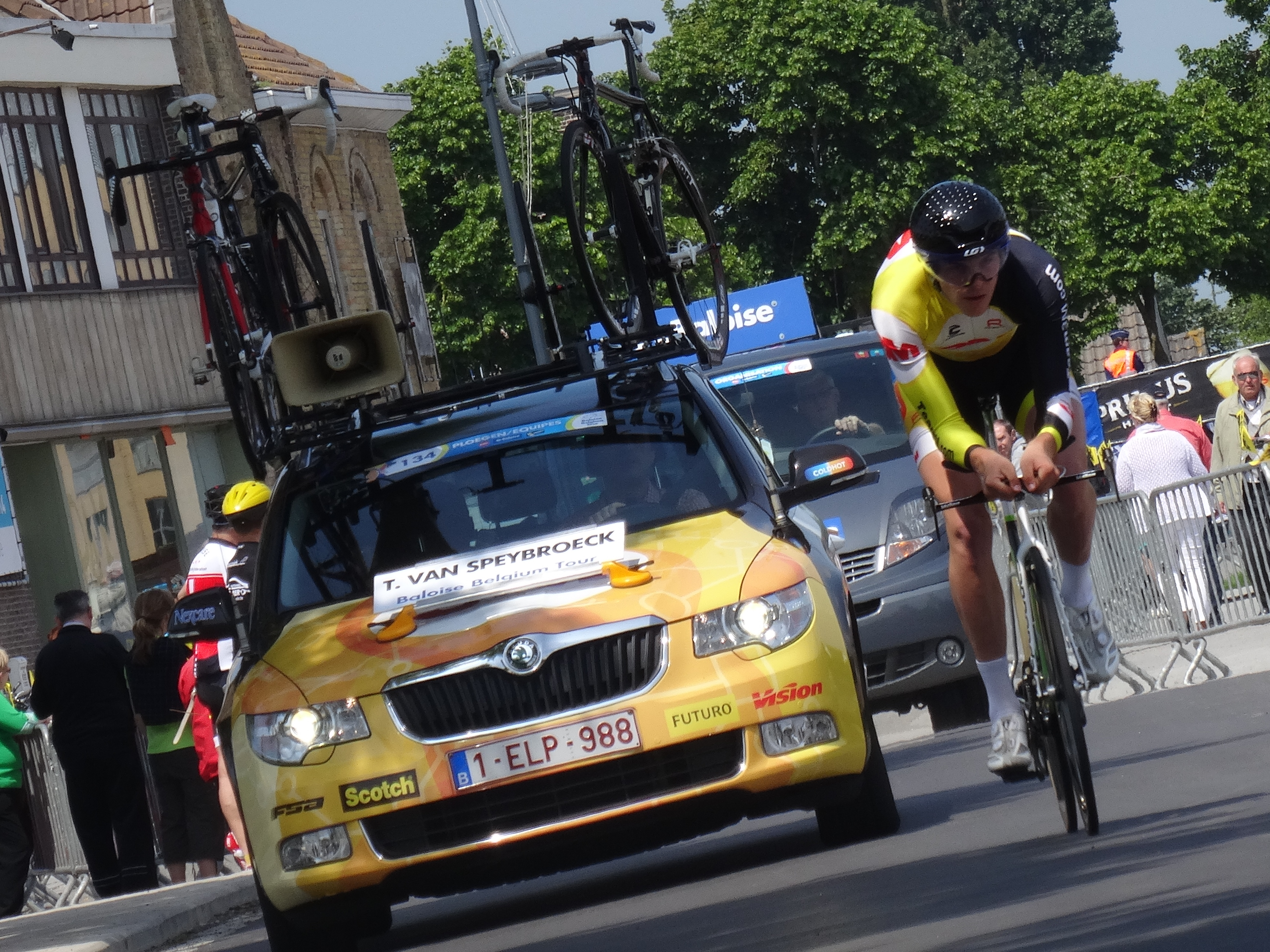
Tim Vanspeybroeck lors du contre-la-montre individuel de la 3e étape du Tour de Belgique 2014 à Dixmude.

### Palmarès sur route
- 2009[1]
  - 2ea étape du Prix de Saint-Martin Kontich (contre-la-montre par équipes)
- 2014
  - 2e des Deux jours du Gaverstreek

### Classements mondiaux
Tim Vanspeybroeck se classe 590e au classement individuel de l'UCI Europe Tour 2014 avec seize points.
| Année           | 2014 |
| --------------- | ---- |
| UCI Europe Tour | 590e |